# David Martin (tennis)
Pour les articles homonymes, voir Martin et David Martin.
David Martin (né le 22 février 1981, à Tulsa en Oklahoma) est un joueur de tennis américain, professionnel de 2003 à 2011.

## Palmarès

### Titre en double messieurs
| No | Date       | Nom et lieu du tournoi | Catégorie   | Dotation  | Surface    | Partenaire   | Finalistes           | Score     |          |
| -- | ---------- | ---------------------- | ----------- | --------- | ---------- | ------------ | -------------------- | --------- | -------- |
| 1  | 18-02-2008 | SAP Open San José      | Int' Series | 411 000 $ | Dur (int.) | Scott Lipsky | Bob Bryan Mike Bryan | 7-64, 7-5 | Parcours |

### Finales en double messieurs
| No | Date       | Nom et lieu du tournoi                         | Catégorie   | Dotation  | Surface      | Vainqueurs                      | Partenaire   | Score             |          |
| -- | ---------- | ---------------------------------------------- | ----------- | --------- | ------------ | ------------------------------- | ------------ | ----------------- | -------- |
| 1  | 16-07-2007 | Countrywide Classic Los Angeles                | Int' Series | 500 000 $ | Dur (ext.)   | Bob Bryan Mike Bryan            | Scott Lipsky | 7-65, 6-2         | Parcours |
| 2  | 28-04-2008 | BMW Open by FWU AG Munich                      | Int' Series | 349 000 € | Terre (ext.) | Michael Berrer Rainer Schüttler | Scott Lipsky | 7-5, 3-6, [10-8]  | Parcours |
| 3  | 14-07-2008 | Indianapolis Tennis Championships Indianapolis | Int' Series | 500 000 $ | Dur (ext.)   | Ashley Fisher Tripp Phillips    | Scott Lipsky | 3-6, 6-3, [10-5]  | Parcours |
| 4  | 22-09-2008 | Thailand Open Bangkok                          | Int' Series | 551 000 $ | Dur (int.)   | Lukáš Dlouhý Leander Paes       | Scott Lipsky | 6-4, 7-64         | Parcours |
| 5  | 03-01-2011 | Aircel Chennai Open Chennai                    | ATP 250     | 398 250 $ | Dur (ext.)   | Mahesh Bhupathi Leander Paes    | Robin Haase  | 6-2, 63-7, [10-7] | Parcours |

## Parcours dans les tournois duGrand Chelem

### En simple
N'a jamais participé à un tableau final.

### En double
| Année       | Open d'Australie             | Open d'Australie    | Internationaux de France    | Internationaux de France | Wimbledon                      | Wimbledon                | US Open                           | US Open                   |
| ----------- | ---------------------------- | ------------------- | --------------------------- | ------------------------ | ------------------------------ | ------------------------ | --------------------------------- | ------------------------- |
| 1998        | —                            | —                   | —                           | —                        | —                              | —                        | 1er tour (1/32) K. J. Hippensteel | Devin Bowen Tomas Anzari  |
| 1999 à 2006 | —                            | —                   | —                           | —                        | —                              | —                        | —                                 | —                         |
| 2007        | —                            | —                   | —                           | —                        | 3e tour (1/8) Scott Lipsky     | Martin Damm Leander Paes | 1er tour (1/32) Scott Lipsky      | Lukáš Dlouhý Pavel Vízner |
| 2008        | 2e tour (1/16) Scott Lipsky  | J. Erlich Andy Ram  | 2e tour (1/16) Scott Lipsky | S. Huss R. Hutchins      | 1er tour (1/32) Scott Lipsky   | J. Erlich Andy Ram       | 1er tour (1/32) Scott Lipsky      | B. Reynolds Rajeev Ram    |
| 2009        | 1er tour (1/32) Scott Lipsky | C. Ball C. Guccione | 1er tour (1/32) Sam Querrey | T. Parrott F. Polášek    | 1er tour (1/32) J.-C. Scherrer | A. Bogdanovic James Ward | 1er tour (1/32) Donald Young      | M. Kohlmann R. Wassen     |
| 2010        | —                            | —                   | —                           | —                        | —                              | —                        | 1er tour (1/32) Donald Young      | M. Chiudinelli L. Lacko   |
| 2011        | —                            | —                   | —                           | —                        | 1er tour (1/32) Leoš Friedl    | M. Mirnyi D. Nestor      | 1er tour (1/32) Bradley Klahn     | R. Lindstedt H. Tecău     |

N.B. : le nom du ou de la partenaire se trouve sous le résultat ; le nom des ultimes adversaires se trouve à droite.

### En double mixte
| Année | Open d'Australie | Open d'Australie | Internationaux de France | Internationaux de France | Wimbledon | Wimbledon | US Open                   | US Open                  |
| ----- | ---------------- | ---------------- | ------------------------ | ------------------------ | --------- | --------- | ------------------------- | ------------------------ |
| 2011  | —                | —                | —                        | —                        | —         | —         | 1er tour (1/16) C. Fusano | D. Hantuchová M. Knowles |

N.B. : le nom du ou de la partenaire se trouve sous le résultat ; le nom des ultimes adversaires se trouve à droite.